# Arrábita

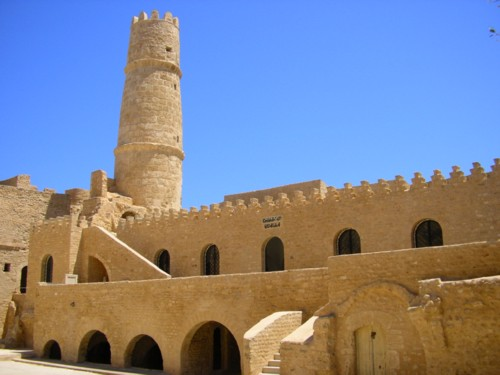
Arrábita em Monastir, Tunísia

Arrábita (em árabe: رباط; romaniz.: ribāṭ — hospício, hotel, base ou retiro), transliterado como arrábida em português, é um mosteiro árabe consagrado à oração e à guerra santa, sendo simultaneamente fortaleza e posto de vigia. A arrábita implica a existência no mesmo local de oratórios ou de uma mesquita, sempre associados às obras de fortificação. Era habitada por monges guerreiros, os alfaquies, mas também oferecia acolhimento a viajantes.
Deste termo nasceram os topónimos Arrábida em Portugal (em Sesimbra e no Porto), Rebate / Rabat em Marrocos, e Rabat em Malta.